# فرانسيس ستيرن
فرانسيس ستيرن (بالإنجليزية: Frances Stern)‏ هي اخصائيه تغذية أمريكية، ولدت في 3 يوليو 1873، وتوفيت في 23 ديسمبر 1947.